# Three Peaks Walk

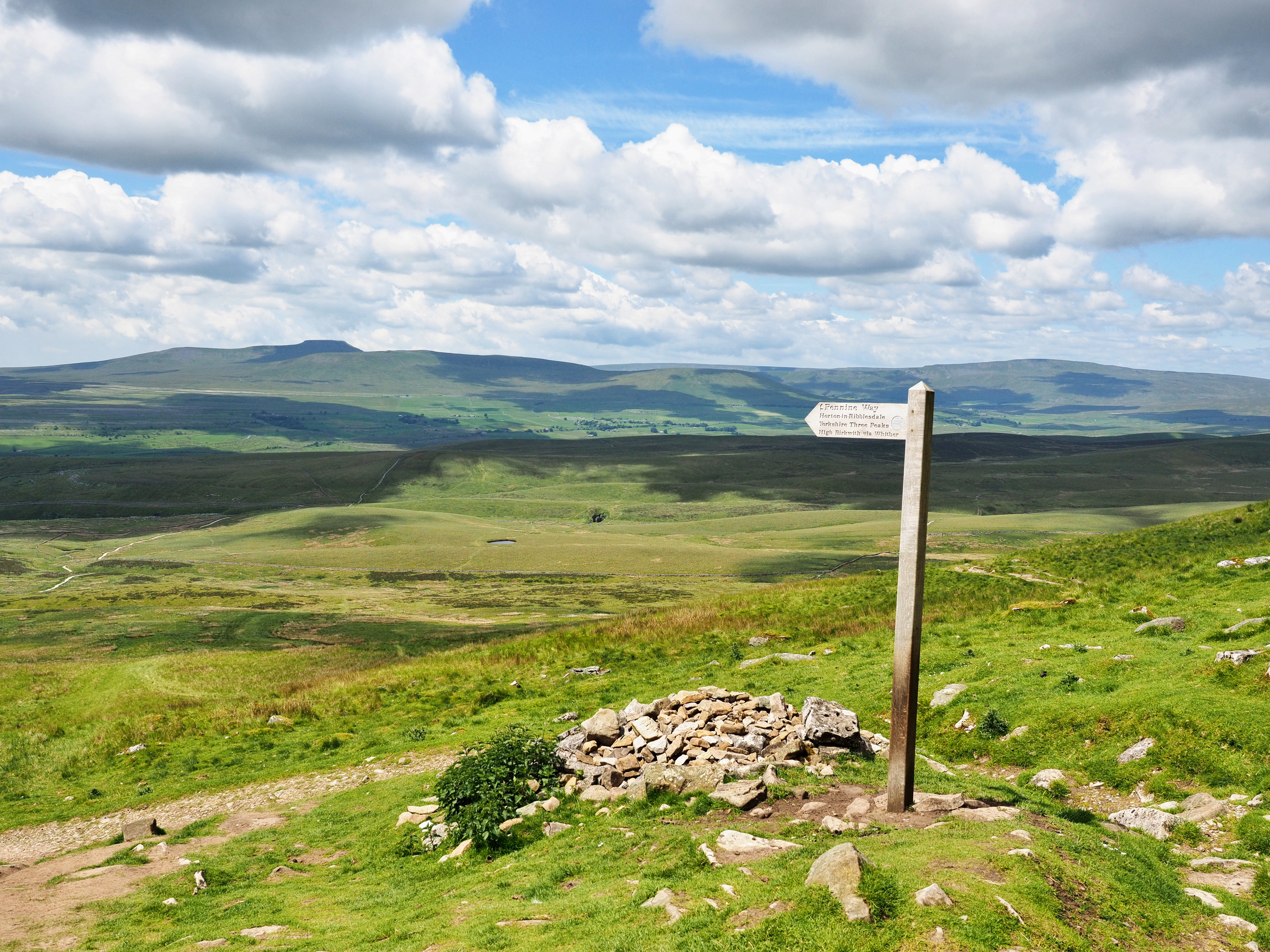
Blick von der Westseite des Pen-y-ghent auf die zwei anderen der Three Peaks: links der Ingleborough, rechts vom Wegweiser der Whernside

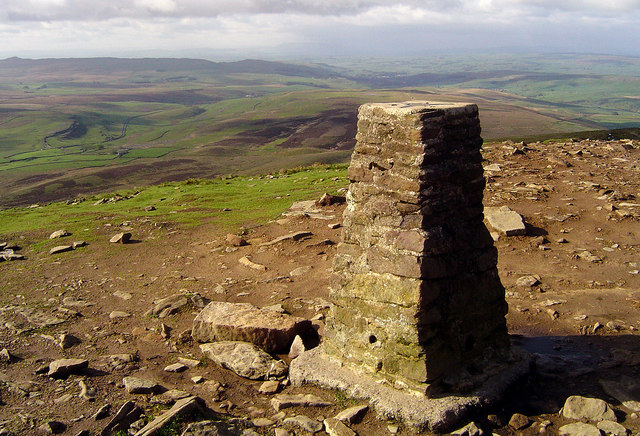
Am Gipfel des Pen-y-ghent, des ersten der drei Berge (in der traditionellen Reihenfolge)

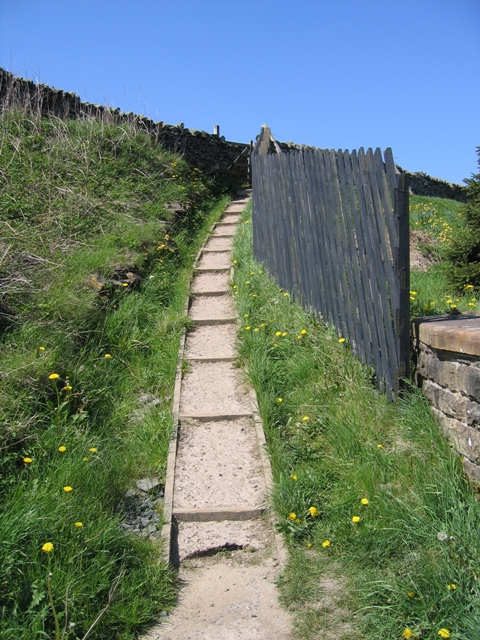
Letzter Abstieg vom Ingleborough zum Bahnhof Horton-in-Ribblesdale. Von hier führt eine asphaltierte Straße zurück ins Ortsinnere.

Der Three Peaks Walk ist ein Rundwanderweg in Nordengland, der über die drei auch als Yorkshire Three Peaks bezeichneten Berge Pen-y-ghent, Whernside und Ingleborough führt.

## Verlauf
Der Streckenverlauf basiert auf dem Wanderführer Walks in Limestone Country von Alfred Wainwright und bietet mehrere Varianten mit Gesamtlängen zwischen 37,5 km und 42 km bei insgesamt 1600 m Auf- und Abstiegen. 
Traditionell beginnt und endet die Wanderung in Horton in Ribblesdale, wobei auch andere Punkte der Route verkehrstechnisch gut erreichbar und damit als Startpunkte geeignet sind.

## Sport

### Three Peaks Challenge
Diese besondere Herausforderung für Bergwanderer besteht darin, die 37,5-km-Strecke in maximal 12 Stunden zu bewältigen. Als jüngster „Three-Peaker“ gilt Luca Dodgson, der 2015 im Alter von sieben Jahren den Weg allein in 11 Stunden und 50 Minuten ablief.

### Three Peaks Race
Alljährlich Ende April wird der Lauf Three Peaks Race ausgetragen. Die 37 km lange Strecke beginnt und endet in Horton in Ribblesdale. 1996 stellte Andy Peace mit 2:46:03 einen bislang ungebrochenen Rekord der aktuellen Strecke auf. Die kürzeste Zeit überhaupt benötigte Jeff Norman im Three Peaks Race 1974 mit 2:29:53, allerdings war die offizielle Strecke damals kürzer. Frauen nehmen seit 1979 am Rennen teil, hier wird der Rekord seit 2008 mit 3:14:43 von der Tschechin Anna Pichrtova gehalten.

### Three Peaks Cyclo-Cross
Dieses schon 1961 ausgetragene Radrennen führt seit 1994 über 61 km in einer Runde, die in Helwith Bridge 3 km südlich von Horton in Ribblesdale beginnt, über die drei Berge. Die schnellsten der Fahrer bewältigen die Strecke in unter drei Stunden.